# 341
Правління синів Костянтина Великого у Римській імперії. Імперія розділена на Східну Римську імперію, де править Констанцій II, і Західну Римську імперію, де править Констант. У Китаї правління династії Цзінь. В Індії починається період імперії Гуптів. В Японії триває період Ямато. У Персії править династія Сассанідів.
На території лісостепової України Черняхівська культура. У Північному Причорномор'ї готи й сармати.

## Події
- Імператор Заходу Констант забороняє язичницькі пожертвування і магічні ритуали.
- Констант веде успішну кампанію проти франків.
- Правитель імперії Гуптів Самудрагупта розширив свої володіння майже на всю Індію.
- Павло Ісповідник повернувся на посаду патріарха в Константинополі.
- У Селевкії персами страчено тисячі християн.
- Християнство проникло в Ефіопію завдяки Фрументію.